# Dmitri Kim
Dmitri Kim (kyrillisch Дмитрий Ким; * 7. Oktober 1989 in Taschkent) ist ein usbekischer Taekwondoin. Er startet in der Gewichtsklasse bis 68 Kilogramm.
Kim bestritt seine ersten internationalen Titelkämpfe bei der Weltmeisterschaft 2007 in Peking, wo er in der Klasse bis 67 Kilogramm jedoch frühzeitig ausschied. Im folgenden Jahr startete er, ebenfalls in Peking, bei den Olympischen Spielen 2008. Nach einem Auftaktsieg verlor er im Viertelfinale gegen Sung Yu-chi und belegte Rang neun. Bei der Militärweltmeisterschaft in Seoul gewann Kim mit Bronze im gleichen Jahr seine erste internationale Medaille. Bei der Weltmeisterschaft 2009 in Kopenhagen und 2011 in Gyeongju erreichte Kim in der Klasse bis 74 Kilogramm jeweils das Achtelfinale. Seinen sportlich bislang größten Erfolg feierte er bei den Asienspielen 2010 in Guangzhou, wo er in der Klasse bis 74 Kilogramm das Finale erreichte und Silber gewann. Beim asiatischen Olympiaqualifikationsturnier 2011 in Bangkok zog er in der Klasse bis 68 Kilogramm ins Finale gegen Mohammad Abu-Libdeh ein und qualifizierte sich für seine zweiten Olympischen Spiele 2012 in London.